# Dřevěné kostely v oblasti Maramureš
Dřevěné kostely v oblasti Maramureš je název jedné z rumunských památek zapsaných na seznam světového dědictví UNESCO. Tyto kostely představují výjimečné příklady lidové architektury. Tradice dřevěných staveb v regionu Maramureš sahá do středověku, dochované kostely však pocházejí až z 17. až 19. století. Na seznamu UNESCO figuruje sice pouze 8 kostelů, ale v historickém regionu Maramureš (dnes rozděleném mezi Rumunsko a Ukrajinu) se nachází přibližně 50 dalších dřevěných kostelů.
Nejčastěji bylo používané bukové, dubové, jedlové či jilmové dřevo. Pro všechny kostely je charakteristické umístění úzké, vysoké věže do západního průčelí stavby a šindelová střecha. Interiér chrámů je zdoben nástěnnými malbami – freskami, které zachycují různé výjevy ze Starého zákona či ze života různých světců a světic.

## Přehled kostelů
| Stavba                                       | Obec          | Zeměpisné souřadnice             |
| -------------------------------------------- | ------------- | -------------------------------- |
| cerkev uvedení přesvaté Bohorodice do chrámu | Bârsana       | 47°49′14″ s. š., 24°3′16″ v. d.  |
| cerkev svatého Mikuláše                      | Budești       | 47°43′54″ s. š., 23°56′39″ v. d. |
| kostel svaté Paraskevy                       | Desești       | 47°46′27″ s. š., 23°51′18″ v. d. |
| cerkev narození Panny Marie                  | Ieud          | 47°40′35″ s. š., 24°14′11″ v. d. |
| kostel archanděla Michaela                   | Plopiș        | 47°35′30″ s. š., 23°46′16″ v. d. |
| kostel svaté Paraskevy                       | Poienile Izei | 47°41′56″ s. š., 24°6′48″ v. d.  |
| kostel svatých Archandělů                    | Rogoz         | 47°28′9″ s. š., 23°55′37″ v. d.  |
| kostel archandělů Michaela a Gabriela        | Șurdești      | 47°35′49″ s. š., 23°45′53″ v. d. |

## Fotogalerie

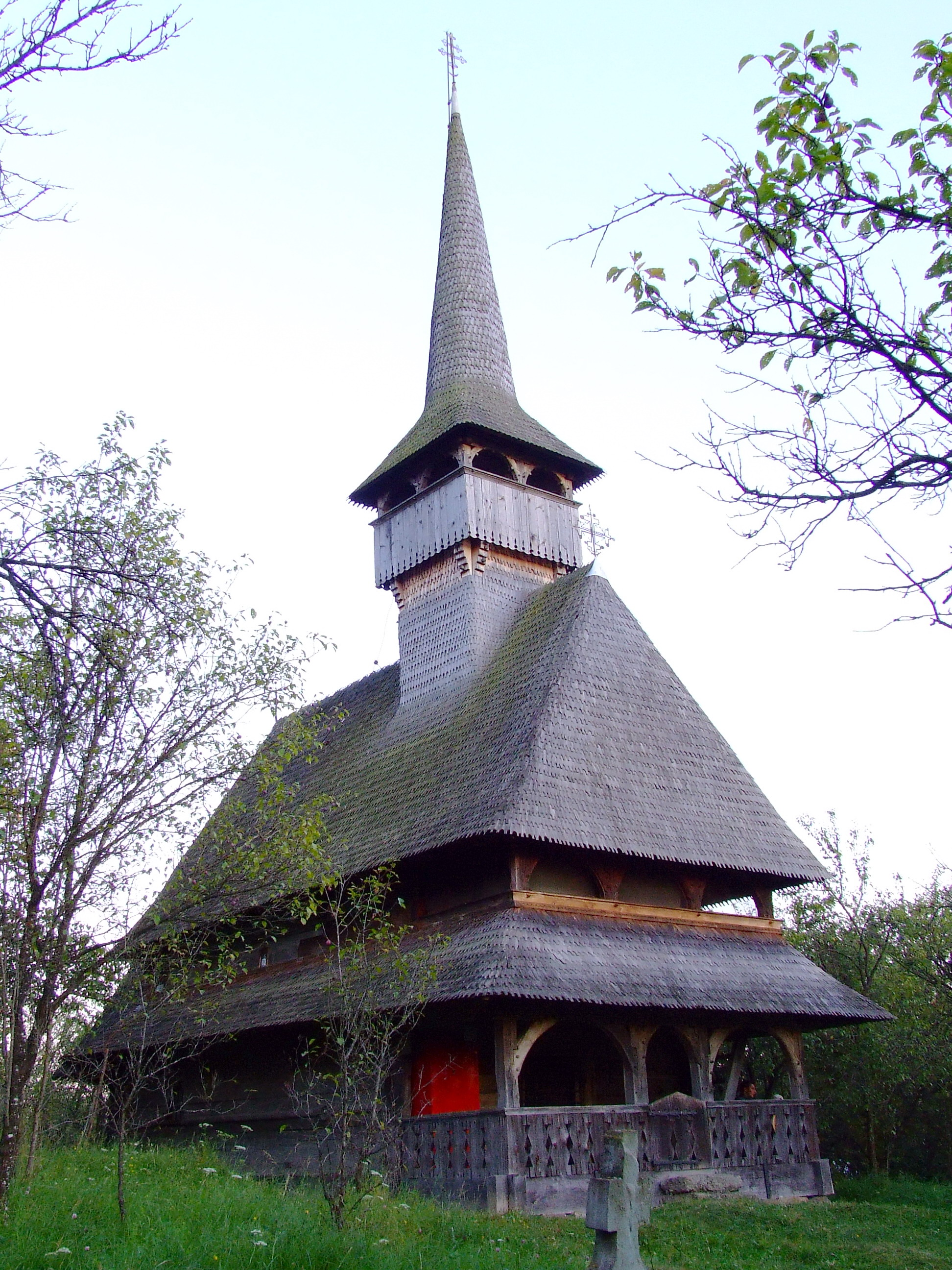
Bârsana
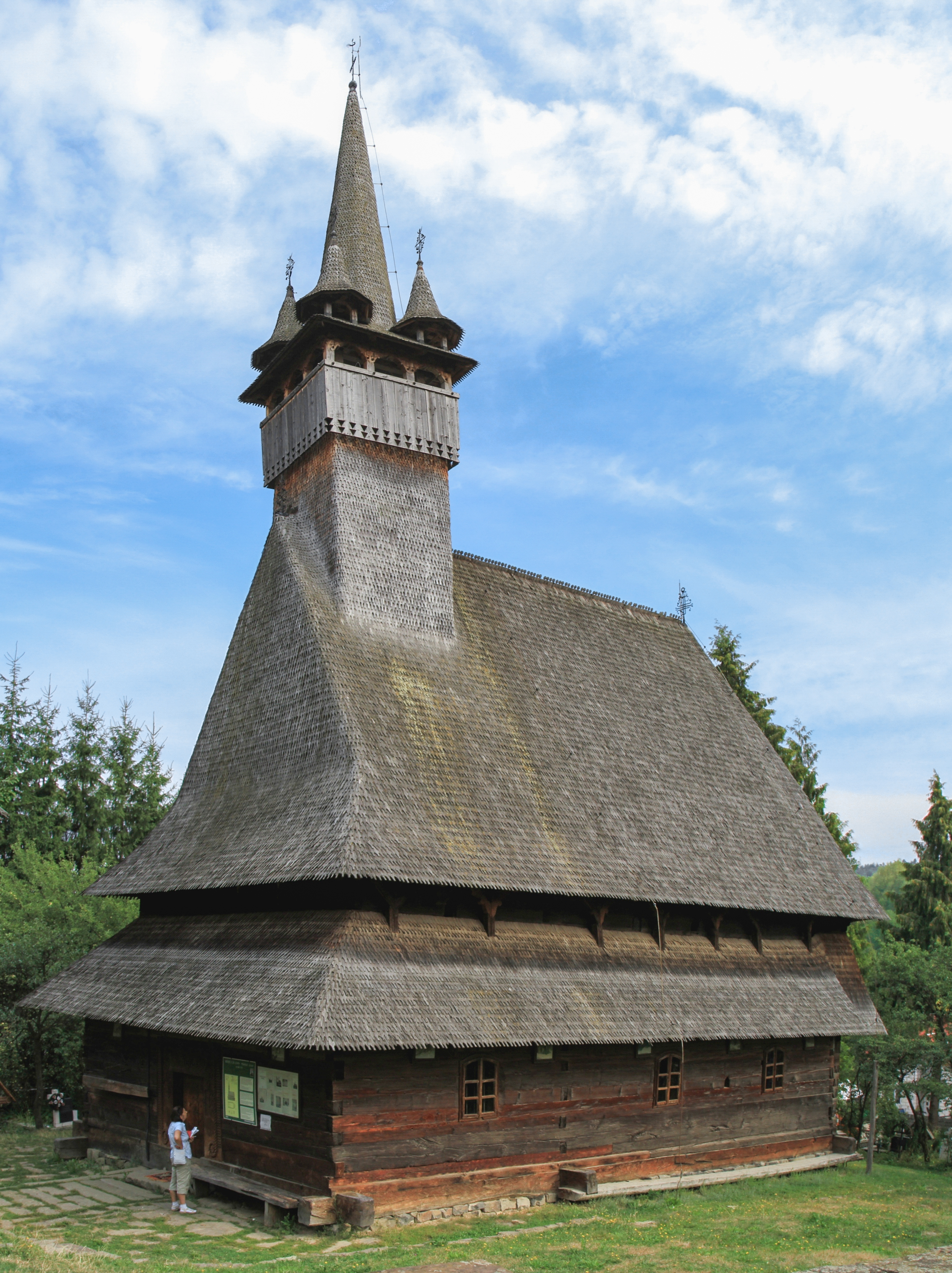
Budeşti
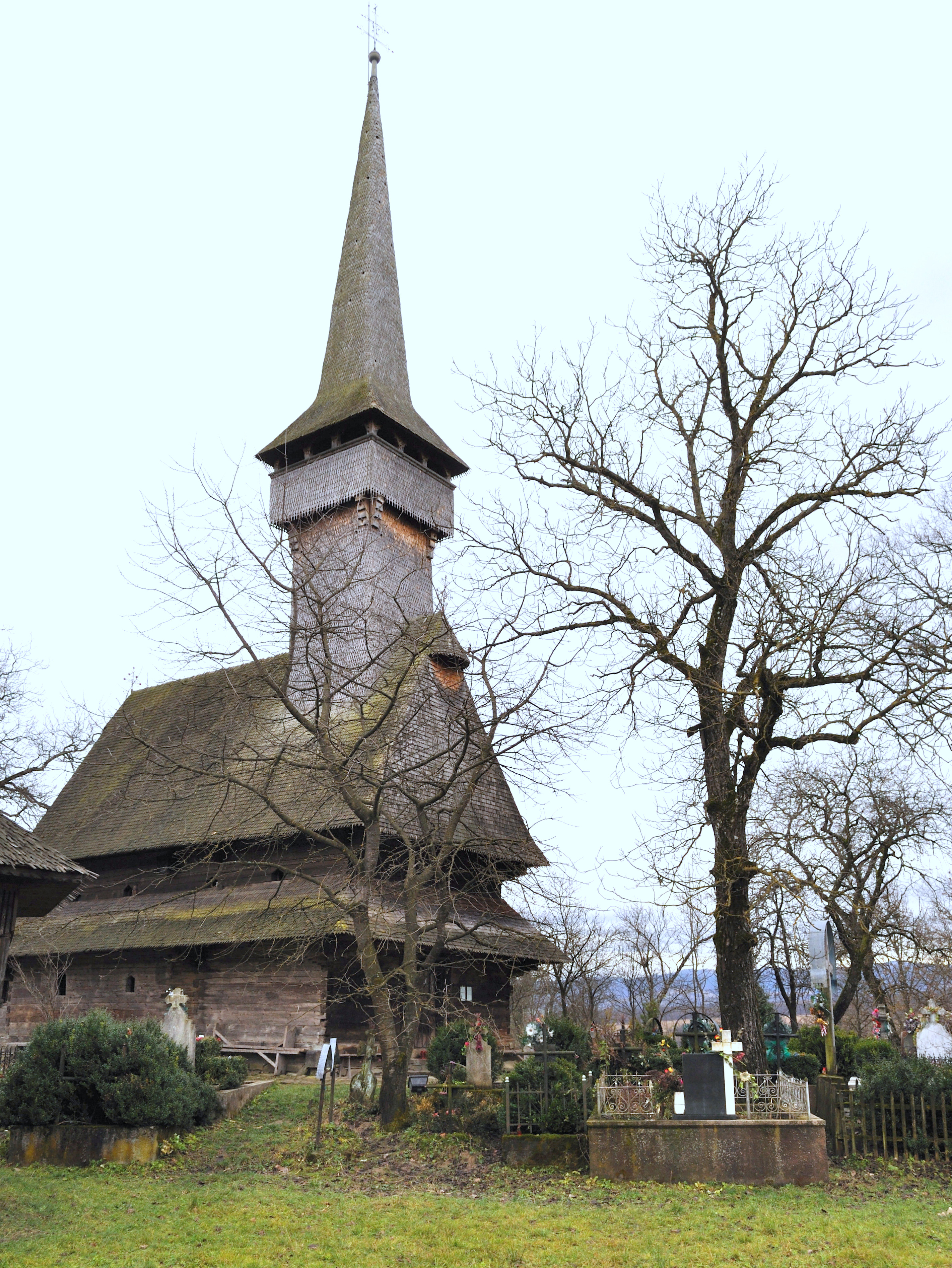
Desești
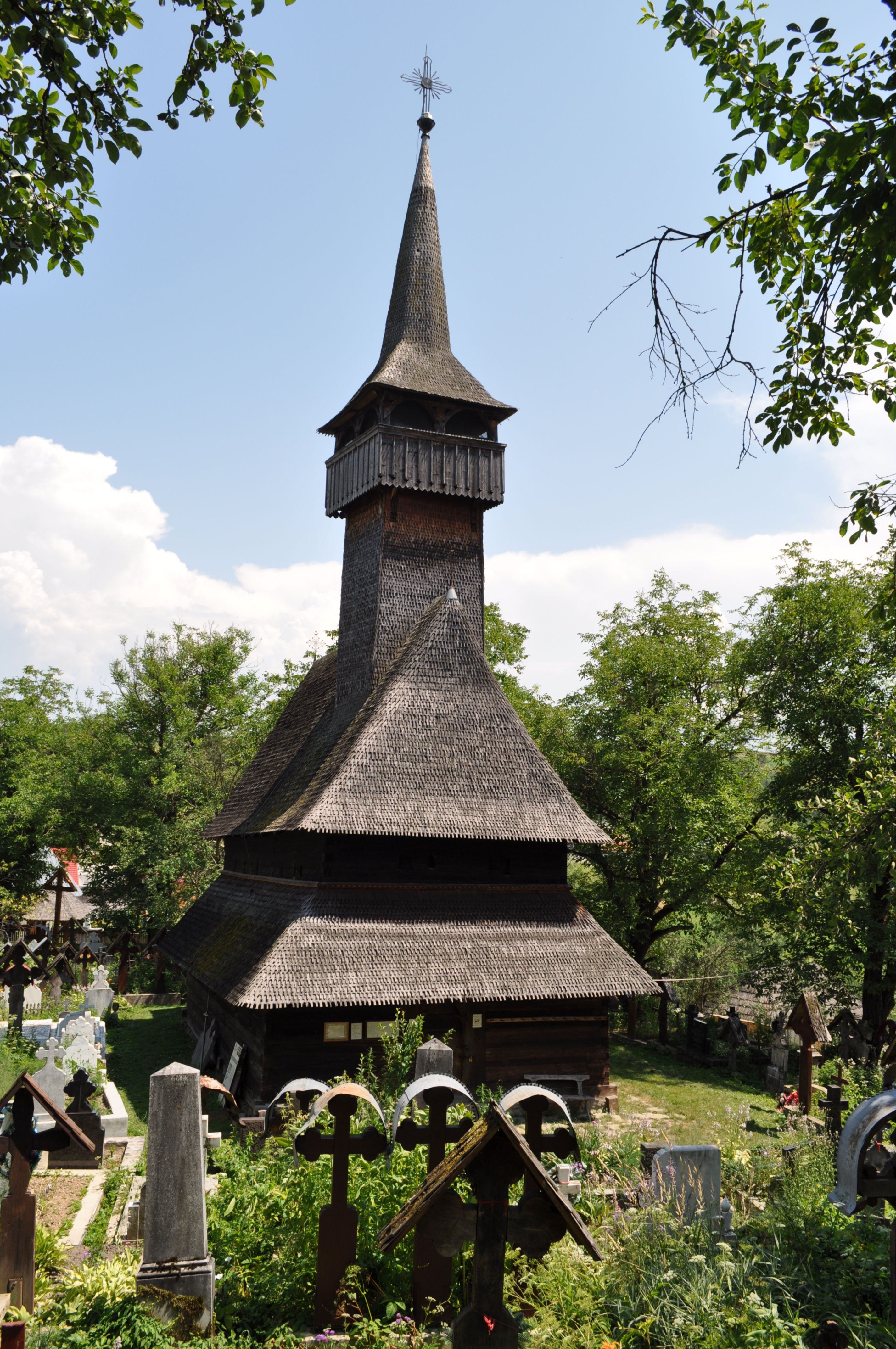
Ieud
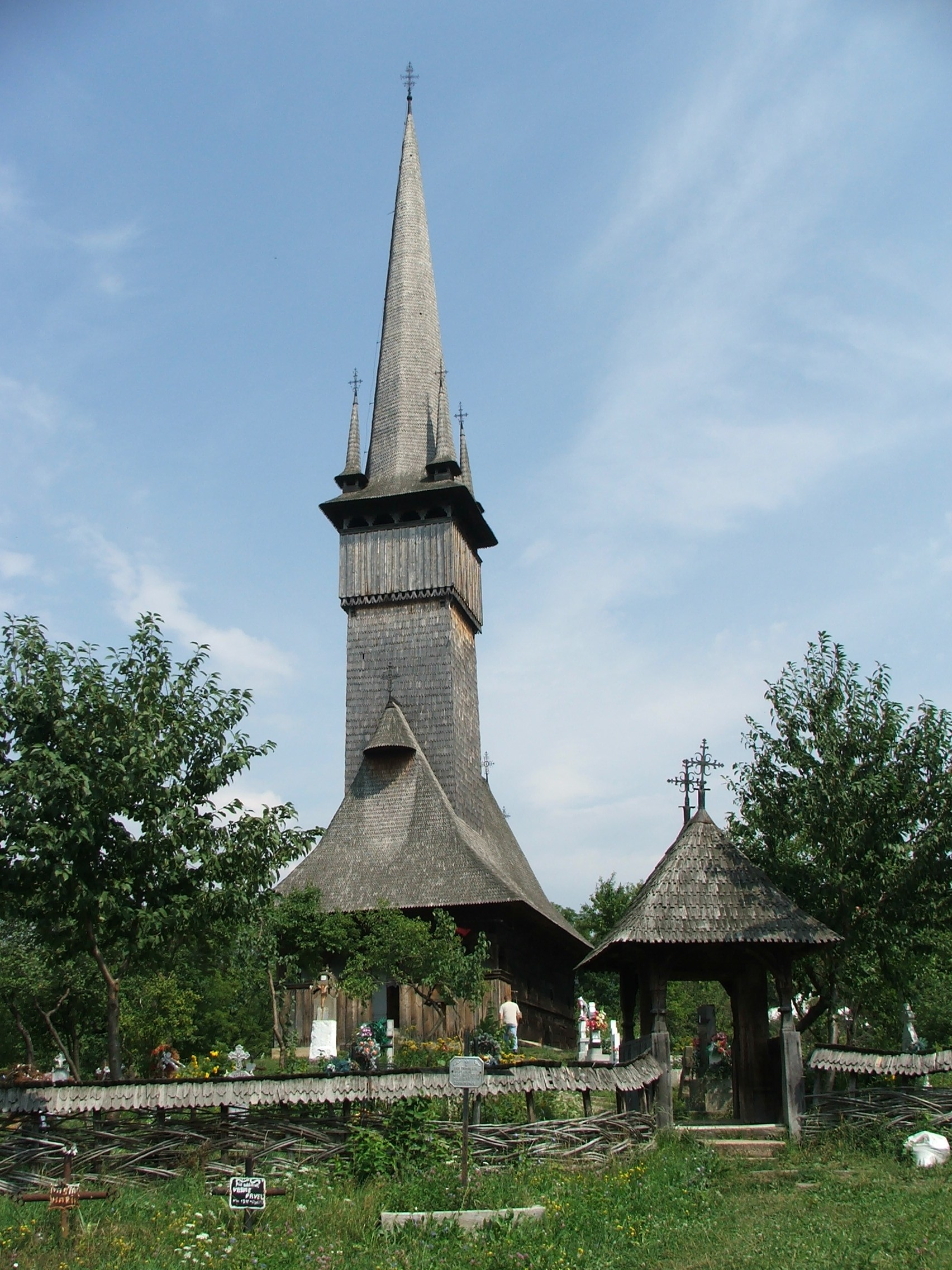
Plopiș
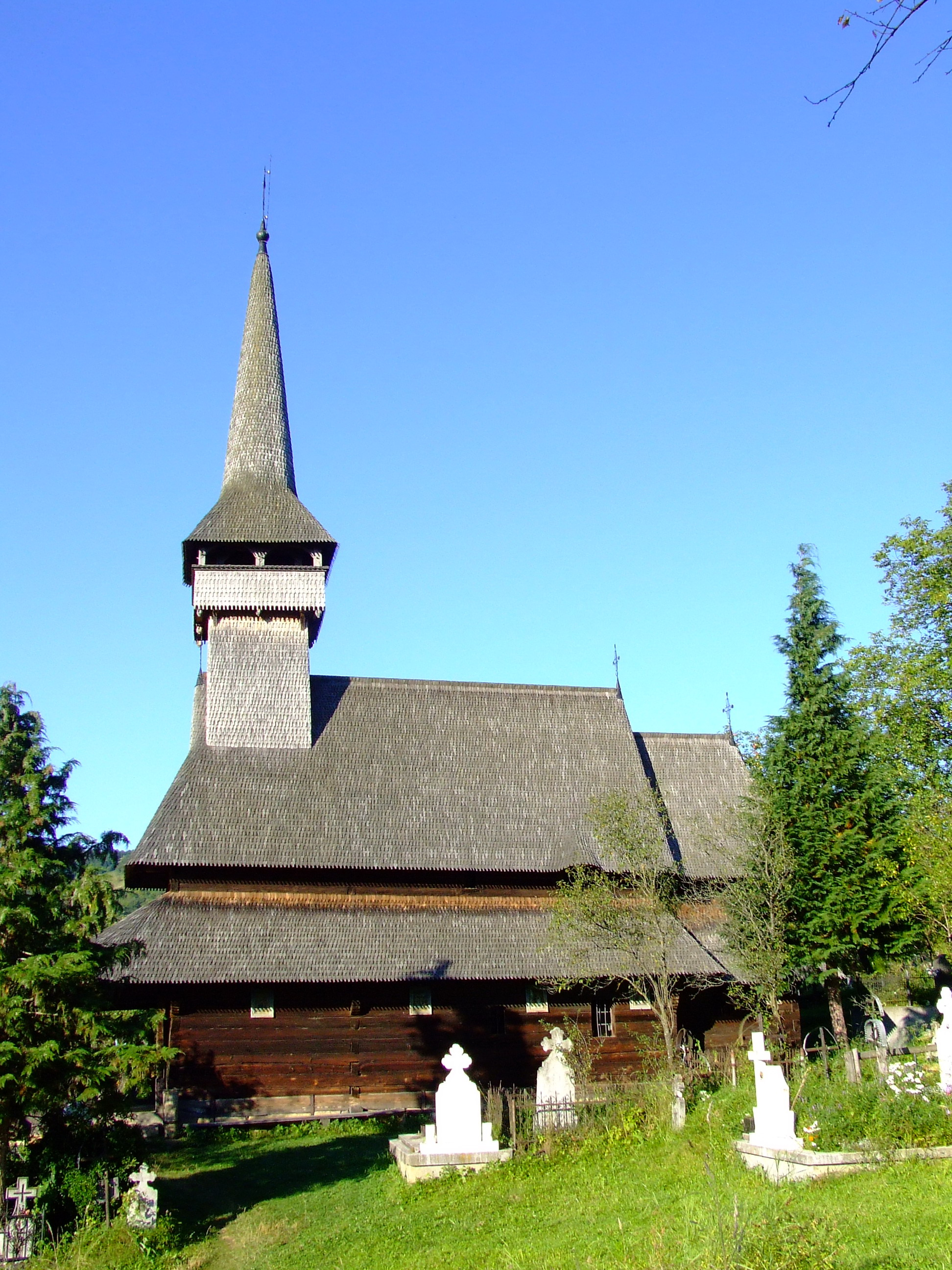
Poienile Izei
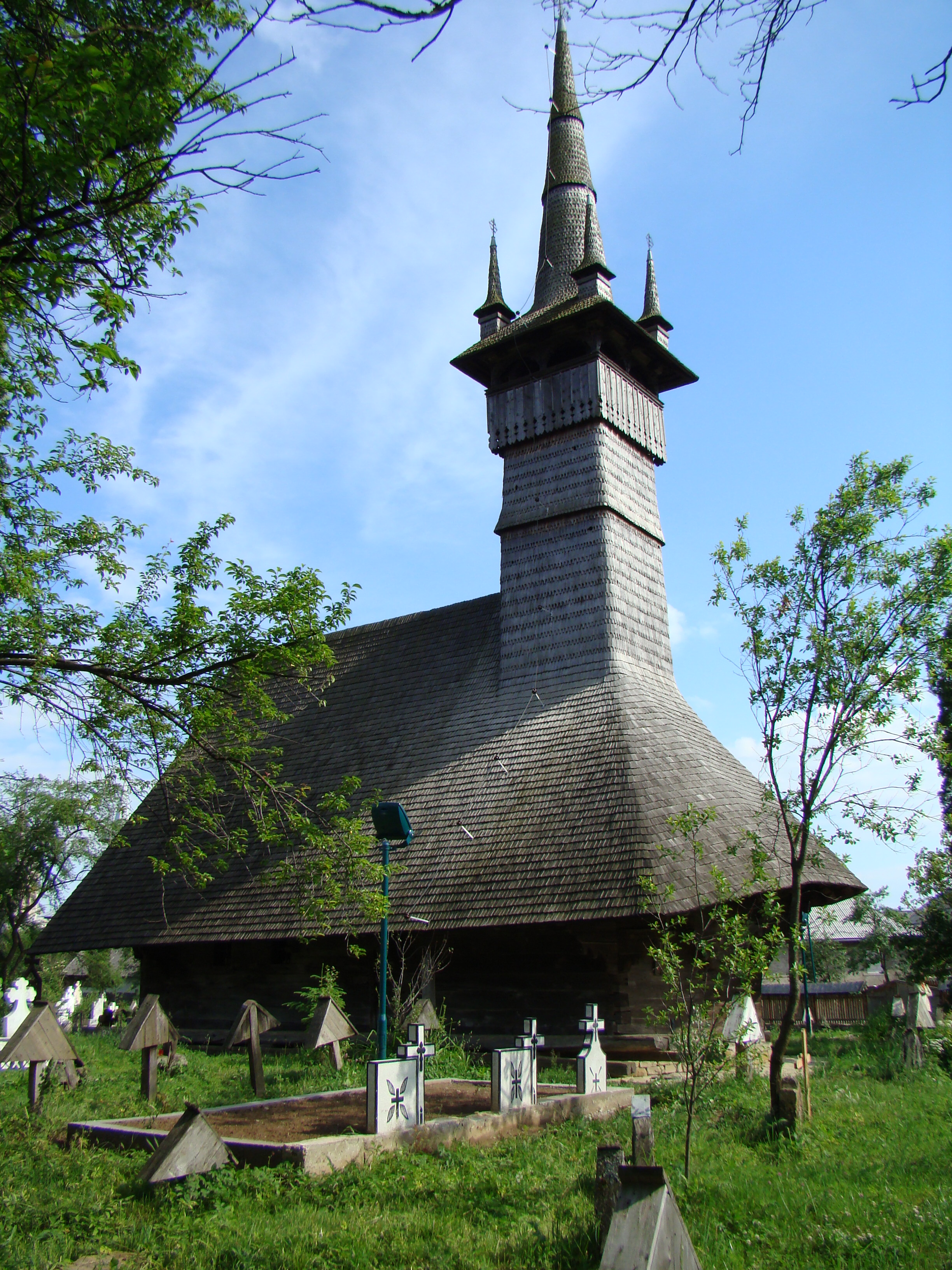
Rogoz
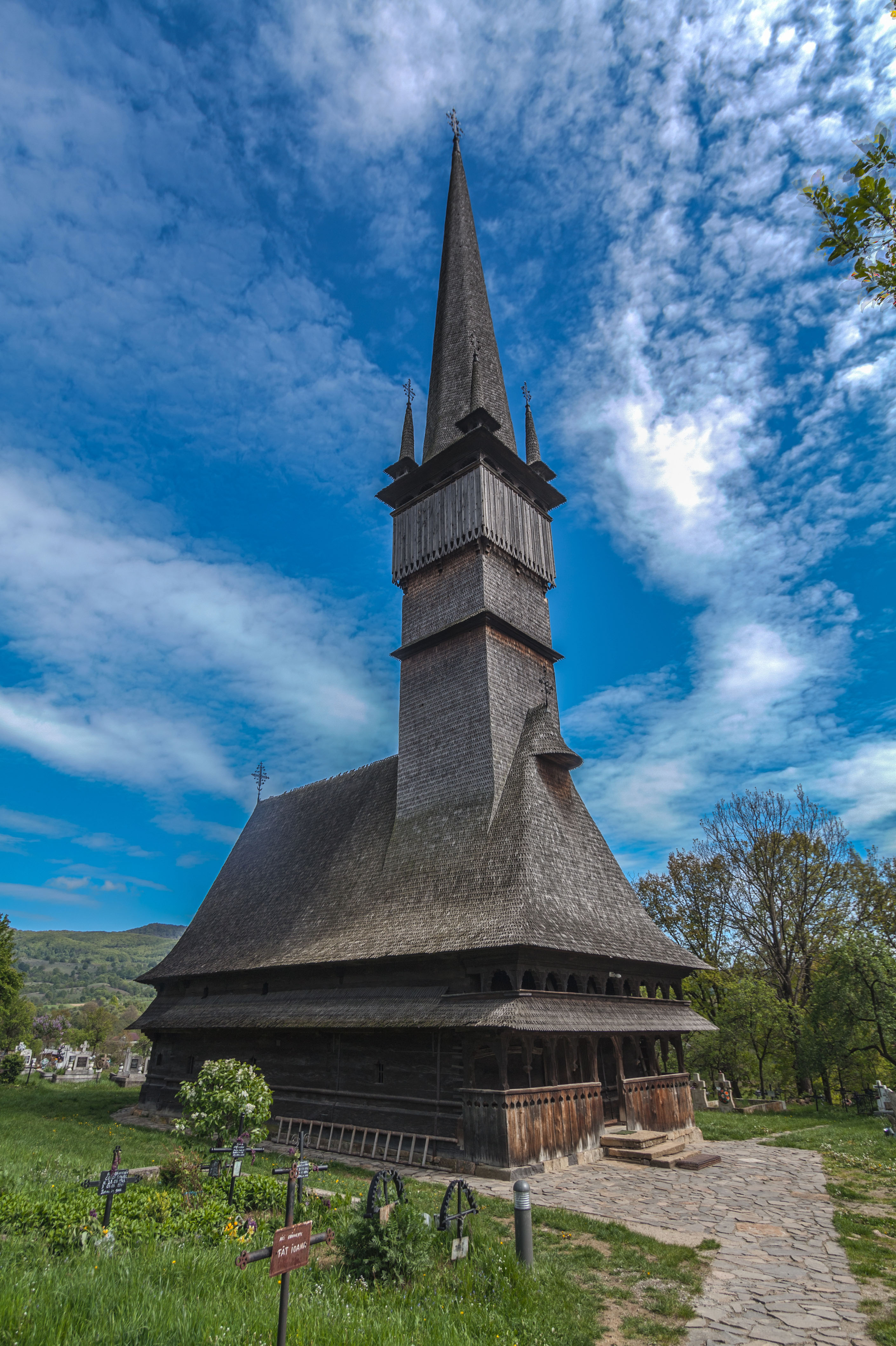
Șurdești